# Grevé

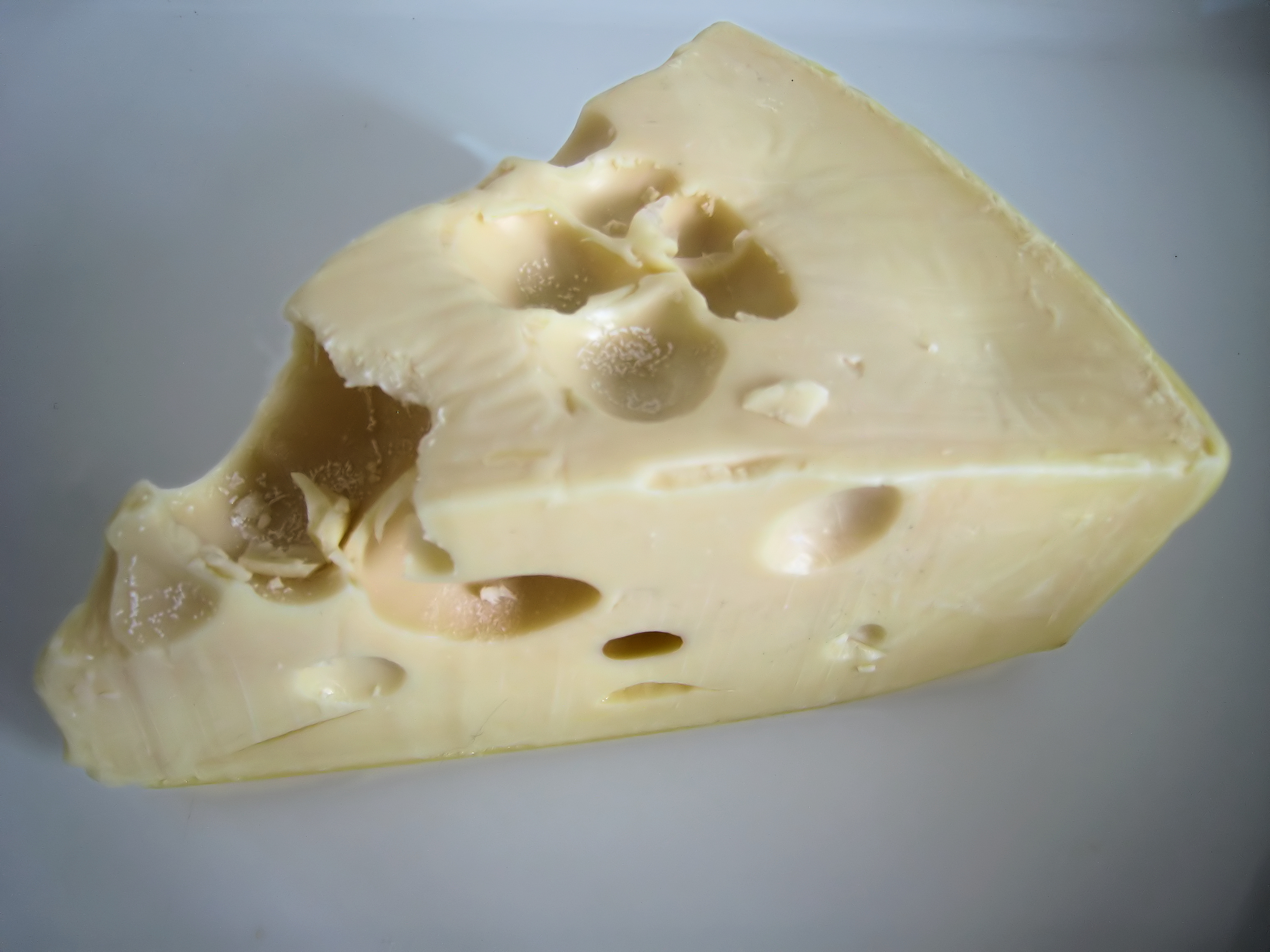

Grevé (auch Gréveost) ist ein schwedischer Hartkäse. Der Name Grevé ist ein eingetragenes Warenzeichen der Branchenorganisation LRF Mjölk. Nur drei schwedische Molkereibetriebe stellen Grevé her. Er hat Ähnlichkeit mit Emmentaler Käse und wird ebenfalls aus Kuhmilch hergestellt, ist aber weicher und hat weniger Löcher, da vor der 8–12 Monate dauernden Reifung noch zusätzlich Rahm zugesetzt wird.
Der Käse hat einen süßen, nussigen Geschmack, der bei längerer Reifung intensiver wird. Ein Käselaib wiegt bis zu 15 Kilogramm und hat eine runde Form. Sein Fettgehalt beträgt etwa 17–28 % (30–45 % Fett i. Tr.).

## Geschichte
Grevé wurde in den 1960er Jahren von zwei Ingenieuren mit Interesse an Käse entwickelt. Das Ziel war es, einen Käse nach Art des norwegischen Jarlsberg zu entwickeln, der ein Jahrzehnt zuvor auf den Markt gekommen war.